# Garbahaarreey
Garbahaarreey is een stad in Somalië en is de hoofdplaats van de regio Gedo.
Garbahaarreey telt naar schatting 43.000 inwoners.